# ウェストミンスター大聖堂
ウェストミンスター大聖堂  (Westminster Cathedral) は、イギリス、ロンドン、ウェストミンスターのフランシス通り42番地SW1に位置するカトリック教会。ウェストミンスター大司教区の司教座聖堂であり、イングランドおよびウェールズで最大のカトリック教会である。

## 歴史
19世紀後半、ローマ教皇庁とイギリス国教会の関係が改善され、イングランドとウェールズにおけるカトリック教会が正式に復興し、司教らが再び着任した。1865年に亡くなった初代ウェストミンスター大司教ニコラス・ワイズマンを記念する大聖堂の建築が企画され、各地で資金が集められた。新教会の用地は1884年にワイズマンの後任であるエドワード・マニング大司教（枢機卿）が取得したが、二度にわたって建設計画は頓挫した（1867年のヘンリー・クラットンによる計画及び、1892年のバロン・フォン・ヘステルによる計画）。その後の1895年にマニング枢機卿の後任である第三代大司教ハーバート・ヴォーン枢機卿の時代にようやく建設が始まった。設計はジョン・フランシス・ベントリーであった。大聖堂はベントリーの死後の1903年に完成したが、予算の不足から内部装飾は予定どおりに完成せず、現代に至るまで未完成のままである。また未完成の教会や負債を返却していない教会堂の奉献を認めないという教会法の規定により、同聖堂の献堂式典は1910年6月28日を待たなければならなかった。
1982年、教皇ヨハネ・パウロ2世は6日間のイギリス訪問の初日にこの大聖堂を訪れてミサをたてた。
1995年にはウェストミンスター大司教ベイジット・ヒューム枢機卿の招きに応えて、女王エリザベス2世が大聖堂を公式訪問して典礼に参加した。イギリスにおいて現役の君主がカトリック教会を公式訪問するのはヘンリー8世以来のことであった。

## 建築様式と内装のモザイク

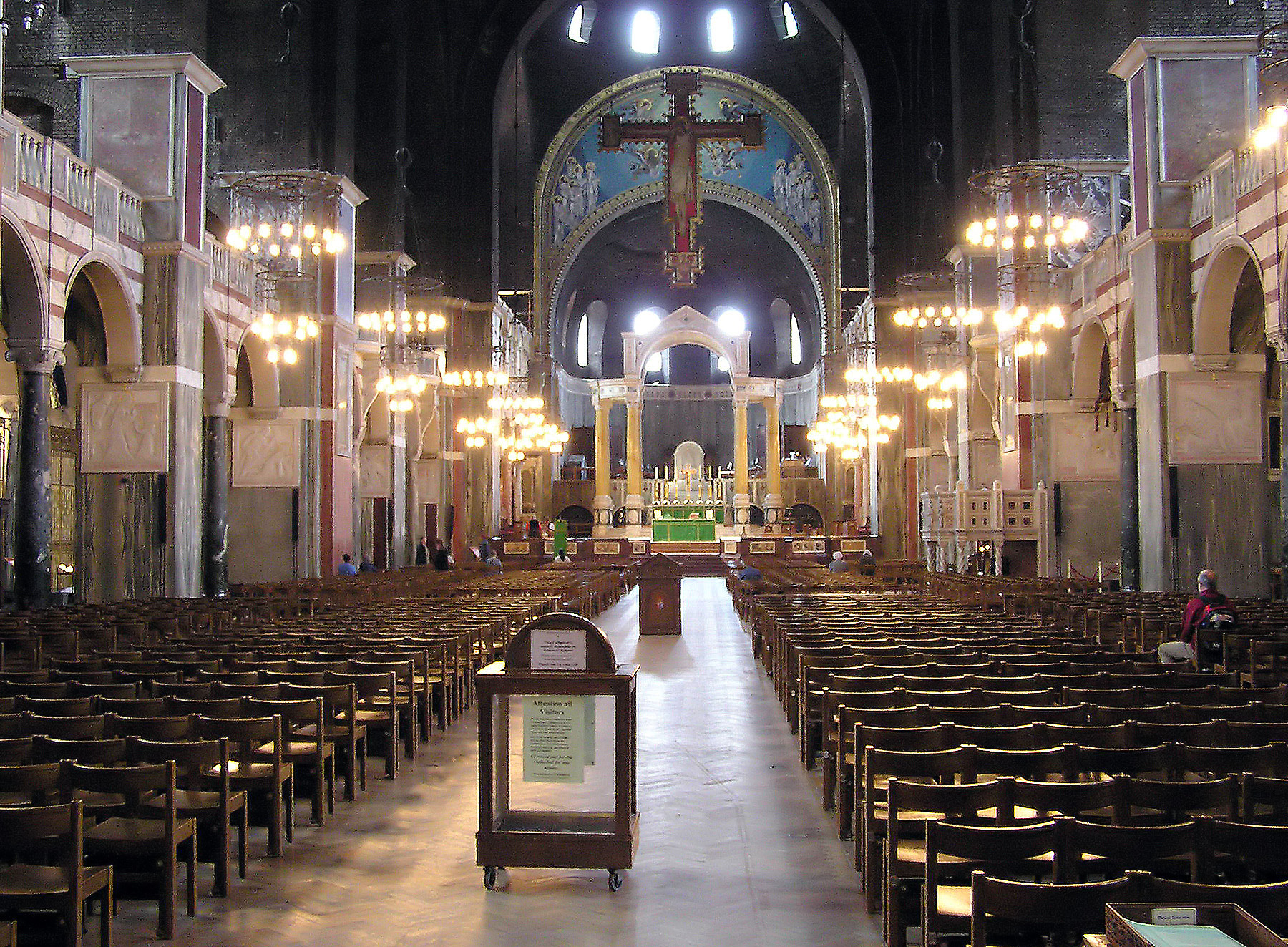
聖堂内部

ビザンティン様式の建築家、ジョン・フランシス・ベントリーの手によるこの大聖堂は極めて特徴的な外観を有している。
その中の最たるものが、大時計塔、聖エドワードタワー（高さ約90m）そして前面の美しいアーチと柱の組み合わせである。
身廊（教会堂の中央部の会衆席の設置される場所）はイングランドの教会では随一の広さを誇り、また祭壇は身廊からみて1.5m上部に位置しているため、どの席からも印象的なモザイクが施され、ライトがともされた大理石製の飾り天蓋とその下の祭壇を拝み見ることができる。祭壇上のアーチに掲げられるイエス・キリストの大十字架は長さが10mある。十字架の正面にはキリストの姿が、そして裏面（祭壇に向かって正面）には嘆き悲しむ聖母の姿が描かれている。モザイクで飾り付けされた大理石製の大司教座はローマのサン・ジョバンニ・イン・ラテラノ大聖堂の司教座を模して作られている。